# 18.ª etapa do Tour de France de 2019
A 18.ª etapa do Tour de France de 2019 teve lugar a 25 de julho de 2019 entre Embrun e Valloire sobre um percurso de 207 km e foi vencida em solitário pelo colombiano Nairo Quintana da Movistar. Um dia mais, o francês Julian Alaphilippe manteve o maillot jaune.

## Classificação da etapa
| \| Classificação por etapas \| Classificação por etapas \| Classificação por etapas \| Classificação por etapas \| Classificação por etapas \| \| Ciclista \| Ciclista \| Equipe \| Tempo \| \| \| ------------------------ \| ------------------------ \| ------------------------ \| ------------------------ \| ------------------------ \| \| 1. \| Nairo Quintana \| Movistar Team \| 5h34m15s \| \| \| 2. \| Romain Bardet \| AG2R La Mondiale \| + 1m35s \| \| \| 3. \| Alexey Lutsenko \| Astana \| + 2m28s \| \| \| 4. \| Lennard Kämna \| Team Sunweb \| + 2m58s \| \| \| 5. \| Damiano Caruso \| Bahrain-Merida \| + 3m00s \| \| \| 6. \| Tiesj Benoot \| Lotto-Soudal \| + 4m46s \| \| \| 7. \| Michael Woods \| EF Education First \| + 4m46s \| \| \| 8. \| Egan Bernal \| Team Ineos \| + 4m46s \| \| \| 9. \| Serge Pauwels \| CCC Team \| + 4m46s \| \| \| 10. \| Steven Kruijswijk \| Team Jumbo-Visma \| + 5m18s \| \| |                   |                    |          |
| |                   |                    |          |
| Fonte: ProCyclingStats |                   |                    |          |
| Classificação por etapas |                   |                    |          |
| Ciclista | Ciclista          | Equipe             | Tempo    |
| 1. | Nairo Quintana    | Movistar Team      | 5h34m15s |
| 2. | Romain Bardet     | AG2R La Mondiale   | + 1m35s  |
| 3. | Alexey Lutsenko   | Astana             | + 2m28s  |
| 4. | Lennard Kämna     | Team Sunweb        | + 2m58s  |
| 5. | Damiano Caruso    | Bahrain-Merida     | + 3m00s  |
| 6. | Tiesj Benoot      | Lotto-Soudal       | + 4m46s  |
| 7. | Michael Woods     | EF Education First | + 4m46s  |
| 8. | Egan Bernal       | Team Ineos         | + 4m46s  |
| 9. | Serge Pauwels     | CCC Team           | + 4m46s  |
| 10. | Steven Kruijswijk | Team Jumbo-Visma   | + 5m18s  |

## Classificações ao final da etapa

### Classificação geral(Maillot Jaune)
| \| Classificação geral \| Classificação geral \| Classificação geral \| Classificação geral \| Classificação geral \| \| Ciclista \| Ciclista \| Equipe \| Tempo \| \| \| ------------------- \| ------------------- \| --------------------- \| ------------------- \| ------------------- \| \| 1. \| Julian Alaphilippe \| Deceuninck-Quick Step \| 75h18m49s \| \| \| 2. \| Egan Bernal \| Team Ineos \| + 1m30s \| \| \| 3. \| Geraint Thomas \| Team Ineos \| + 1m35s \| \| \| 4. \| Steven Kruijswijk \| Team Jumbo-Visma \| + 1m47s \| \| \| 5. \| Thibaut Pinot \| Groupama-FDJ \| + 1m50s \| \| \| 6. \| Emanuel Buchmann \| Bora-Hansgrohe \| + 2m14s \| \| \| 7. \| Nairo Quintana \| Movistar Team \| + 3m54s \| \| \| 8. \| Mikel Landa \| Movistar Team \| + 4m54s \| \| \| 9. \| Rigoberto Urán \| EF Education First \| + 5m33s \| \| \| 10. \| Alejandro Valverde \| Movistar Team \| + 5m58s \| \| |                    |                       |           |
| |                    |                       |           |
| Fonte: ProCyclingStats |                    |                       |           |
| Classificação geral |                    |                       |           |
| Ciclista | Ciclista           | Equipe                | Tempo     |
| 1. | Julian Alaphilippe | Deceuninck-Quick Step | 75h18m49s |
| 2. | Egan Bernal        | Team Ineos            | + 1m30s   |
| 3. | Geraint Thomas     | Team Ineos            | + 1m35s   |
| 4. | Steven Kruijswijk  | Team Jumbo-Visma      | + 1m47s   |
| 5. | Thibaut Pinot      | Groupama-FDJ          | + 1m50s   |
| 6. | Emanuel Buchmann   | Bora-Hansgrohe        | + 2m14s   |
| 7. | Nairo Quintana     | Movistar Team         | + 3m54s   |
| 8. | Mikel Landa        | Movistar Team         | + 4m54s   |
| 9. | Rigoberto Urán     | EF Education First    | + 5m33s   |
| 10. | Alejandro Valverde | Movistar Team         | + 5m58s   |

### Classificação por pontos(Maillot Vert)
| Classificação por pontos | Classificação por pontos | Classificação por pontos | Classificação por pontos | Classificação por pontos |
| Ciclista                 | Ciclista                 | Equipe                   | Pontos                   |                          |
| ------------------------ | ------------------------ | ------------------------ | ------------------------ | ------------------------ |
| 1.                       | Peter Sagan              | Bora-Hansgrohe           | 309 pts                  |                          |
| 2.                       | Elia Viviani             | Deceuninck-Quick Step    | 224 pts                  |                          |
| 3.                       | Sonny Colbrelli          | Bahrain-Merida           | 203 pts                  |                          |
| 4.                       | Michael Matthews         | Team Sunweb              | 201 pts                  |                          |
| 5.                       | Caleb Ewan               | Lotto-Soudal             | 198 pts                  |                          |
| 6.                       | Matteo Trentin           | Mitchelton-Scott         | 180 pts                  |                          |
| 7.                       | Jasper Stuyven           | Trek-Segafredo           | 157 pts                  |                          |
| 8.                       | Greg Van Avermaet        | CCC Team                 | 149 pts                  |                          |
| 9.                       | Julian Alaphilippe       | Deceuninck-Quick Step    | 119 pts                  |                          |
| 10.                      | Dylan Groenewegen        | Team Jumbo-Visma         | 116 pts                  |                          |

### Classificação da montanha(Maillot à Pois Rouges)
| Classificação da montanha | Classificação da montanha | Classificação da montanha | Classificação da montanha | Classificação da montanha |
| Ciclista                  | Ciclista                  | Equipe                    | Pontos                    |                           |
| ------------------------- | ------------------------- | ------------------------- | ------------------------- | ------------------------- |
| 1.                        | Romain Bardet             | AG2R La Mondiale          | 86 pts                    |                           |
| 2.                        | Tim Wellens               | Lotto-Soudal              | 74 pts                    |                           |
| 3.                        | Damiano Caruso            | Bahrain-Merida            | 60 pts                    |                           |
| 4.                        | Nairo Quintana            | Movistar Team             | 58 pts                    |                           |
| 5.                        | Thibaut Pinot             | Groupama-FDJ              | 50 pts                    |                           |
| 6.                        | Alexey Lutsenko           | Astana                    | 45 pts                    |                           |
| 7.                        | Thomas De Gendt           | Lotto-Soudal              | 38 pts                    |                           |
| 8.                        | Julian Alaphilippe        | Deceuninck-Quick Step     | 33 pts                    |                           |
| 9.                        | Michael Woods             | EF Education First        | 31 pts                    |                           |
| 10.                       | Giulio Ciccone            | Trek-Segafredo            | 30 pts                    |                           |

### Classificação do melhor jovem(Maillot Blanc)
| Classificação dos jovens | Classificação dos jovens | Classificação dos jovens | Classificação dos jovens | Classificação dos jovens |
| Ciclista                 | Ciclista                 | Equipe                   | Tempo                    |                          |
| ------------------------ | ------------------------ | ------------------------ | ------------------------ | ------------------------ |
| 1.                       | Egan Bernal              | Team Ineos               | 75h20m19s                |                          |
| 2.                       | David Gaudu              | Groupama-FDJ             | + 17m07s                 |                          |
| 3.                       | Enric Mas                | Deceuninck-Quick Step    | + 48m11s                 |                          |
| 4.                       | Laurens De Plus          | Team Jumbo-Visma         | + 56m56s                 |                          |
| 5.                       | Gregor Mühlberger        | Bora-Hansgrohe           | + 1h02m20s               |                          |
| 6.                       | Giulio Ciccone           | Trek-Segafredo           | + 1h09m18s               |                          |
| 7.                       | Lennard Kämna            | Team Sunweb              | + 1h22m22s               |                          |
| 8.                       | Tiesj Benoot             | Lotto-Soudal             | + 1h28m09s               |                          |
| 9.                       | Nils Politt              | Katusha-Alpecin          | + 1h42m00s               |                          |
| 10.                      | Gianni Moscon            | Team Ineos               | + 2h00m42s               |                          |

### Classificação por equipas(Classement par Équipe)
| Classificação por equipes | Classificação por equipes | Classificação por equipes | Classificação por equipes |
| Equipe                    | Equipe                    | Tempo                     |                           |
| ------------------------- | ------------------------- | ------------------------- | ------------------------- |
| 1.                        | Movistar Team             | 226h02m13s                |                           |
| 2.                        | Trek-Segafredo            | + 20m38s                  |                           |
| 3.                        | EF Education First        | + 59m11s                  |                           |
| 4.                        | Ineos                     | + 1h00m27s                |                           |
| 5.                        | Groupama-FDJ              | + 1h05m31s                |                           |
| 6.                        | Bora-hansgrohe            | + 1h11m08s                |                           |
| 7.                        | Team Jumbo-Visma          | + 1h24m25s                |                           |
| 8.                        | UAE Team Emirates         | + 1h27m48s                |                           |
| 9.                        | AG2R La Mondiale          | + 1h35m32s                |                           |
| 10.                       | Mitchelton-Scott          | + 1h58m56s                |                           |

## Abandonos
- Søren Kragh Andersen, com dor ao sentar-se no sillín, não tomou a saída.[2]
- Lukas Pöstlberger, por motivos familiares, não tomou a saída.[3]